# Furametpyr
Furametpyr ist eine chemische Verbindung aus der Gruppe der Pyrazol-4-carbonsäureamide.

## Eigenschaften
Furametpyr ist ein farbloser Feststoff, der schlecht löslich in Wasser ist. Die Verbindung ist chiral.

## Stereochemie
Allgemein betrachtet bilden chemische Verbindungen mit mindestens einem Stereozentrum bis zu 2n Stereoisomere. Dabei ist n die Anzahl der Stereozentren. Demnach gibt es bei Furametpyr 2 Stereoisomere, die auch experimentell bestätigt sind:
| Enantiomere von Furametpyr | Enantiomere von Furametpyr |
| -------------------------- | -------------------------- |
| CAS-Nummer: 123573-12-6    | CAS-Nummer: 1622008-34-7   |

## Verwendung
Furametpyr wird als systemisches Fungizid bei Reis verwendet und als Racemat eingesetzt. Die Wirkung beruht auf der Hemmung der Succinat-Dehydrogenase in den Mitochondrien. Die Verbindung wurde von Sumitomo Chemical entwickelt und 1997 von Oguri beschrieben.
In Deutschland, Österreich und der Schweiz sind keine Pflanzenschutzmittel mit diesem Wirkstoff zugelassen.